# La Colère des enfants déchus

La Colère des enfants déchus est un roman policier de Catherine Fradier publié en avril 2006 aux éditions Après La Lune, dans la collection Lunes Blafardes  (ISBN 978-2-35227-007-2).
Le roman obtient le grand prix de littérature policière en 2006 ainsi que le prix Sang d'encre de Vienne.

## Résumé
Kara, une journaliste indépendante, reçoit un jour des nouvelles de son ami Quintilius avec qui elle avait enquêté sur les réseaux pédo-criminels et écrit un livre. 
Ils décident alors de reprendre leur enquête au vu de l'apparition de nouveaux éléments : ils ont tous deux reçu des coupures de presse qui traitent d'accidents mortels. Avec l'aide d'un agent d'Interpol nommé Luc, ils mènent l'enquête et découvrent que les victimes ont toutes été jugées et innocentées d'actes de pédophilie. 
Parallèlement, des meurtres extrêmement violents de personnes influentes semblent suivre l'ordre du livre de Kara et Quintilius.

## Les personnages
- Kara: journaliste indépendante
- Quintilius Perrier : dit Quint, journaliste, ami de Kara
- Luc : Agent d'Interpol
- Paul Kadinski : ami de Quint
- Virginie : femme de Luc
- Katia Willebroek : pseudo Eath Koth, 18 ans, a été violée par son oncle, Belgique
- Konrad Barkheven : pseudo Yarael Pool, 18 ans, Belgique
- Harding Gruber : pseudo Saesee Tiin, 19 ans, Luxembourg
- Dimitri Khalkov : pseudo Ki-Adi-Mundi, 20 ans, Russie
- Enzo Berini : pseudo Yaddle, 17 ans, Italie
- Fabia Berini : pseudo Adi Gallia, 18 ans, sœur d'Enzo, Italie
- Guénia Lutz : pseudo Oppo Rancisis, 20 ans, Suisse
- Valéria Tibor : 16 ans, Roumanie
- Clint et Kelly Lawson : pseudo Obi-Wan Kenobi et Evan Piell, 17 et 18 ans, Grande-Bretagne
- Marjorie Montagut : 17 ans, France
- Loïc Moreau : pseudo Yoda, France